# Pedaliodes xanthosphenisca
Pedaliodes xanthosphenisca är en fjärilsart som beskrevs av Hayward 1967. Pedaliodes xanthosphenisca ingår i släktet Pedaliodes och familjen praktfjärilar. Inga underarter finns listade i Catalogue of Life.